# Хамецереус
Хамецереус (лат. Chamaecereus) — род растений семейства Кактусовые (Cactaceae), произрастающий на территории Аргентины и Боливии.

## Название
Родовое латинское (научное) название Chamaecereus происходит от греч. chamai — «низкий» или «на земле» и названия рода Cereus — Цереус (от лат. cereus — «восковой» или «восковая свеча».

## Таксономия
Chamaecereus Britton & Rose, первое упоминание в Cact. 3: 48 (1922).

### Виды
Подтвержденные виды по данным сайта Plants of the World Online на 2023 год:
- Chamaecereus luisramirezii Lodé & F.Carlier
- Chamaecereus saltensis (Speg.) Schlumpb.
- Chamaecereus schreiteri (A.Cast.) Schlumpb.
- Chamaecereus silvestrii (Speg.) Britton & Rose — Хамецереус Сильвестра
- Chamaecereus stilowianus (Backeb.) Schlumpb.